# María Clè Leal
María Clè Leal (Madrid; 1 de febrero de 1980) es una diseñadora de moda y artista española. 

## Biografía
Nació en Madrid el 1 de febrero de 1980, poco después su familia se trasladó a Vitoria. Con 16 años tomó sus primeras clases de dibujo y con 20 años se trasladó a Madrid para comenzar sus estudios de moda en el Istituto Europeo Di Design de Madrid (IED). Obtuvo la calificación más alta de la promoción con su tesis que presentaba una exhaustiva investigación sobre tejidos creados partiendo de otras fibras. Y gracias al apoyo del profesorado creó su primera colección en 2005.

### Trayectoria
Desde 2005 hasta la actualidad, ha presentado dos colecciones al año. Y sus diseños han estado presentes en exposiciones como en el Museo del Traje de Madrid o en el Museo Artium de Vitoria. También ha estado en ferias internacionales como Rendez-Vous en París.
Sus prendas has vestido varios escaparates de diferentes ciudades, como: Noventa Grados (San Sebastián), Piamonte (Madrid), Serie B (Bilbao) o Glamm (Vitoria). Más tarde abrió su tienda-taller Tissue en la calle Correría de Vitoria. para centrarse en la elaboración de prendas a medida. Un espacio abierto a la creatividad donde piezas y obras de otras disciplinas conviven con prendas y complementos creados por ella misma.
Ha colaborado con otras personas artistas en proyectos de pintura o ilustración para campañas publicitarias o series televisión. Ha ilustrado un libro sobre la talentosa y precoz música, Clara Rockmore. Editoriales de moda como Cosmopolitan o Vogue, han empleado en varias ocasiones sus prendas. 
Fue seleccionada para la primera edición de EGO, plataforma de jóvenes talentos de la moda, por su colección ERASE (2006-2007). En 2014 su propuesta SIE7E, recibió excelentes críticas. En 2015, con su colección FRÁGIL, obtuvo el premio Mercedes-Benz Fashion Talent, dentro de la pasarela de Mercedes-Benz Fashion Week Madrid (MBFW). Gracias a este reconocimiento, mostró sus diseños en La pasarela de Mercedes-Benz Fashion Week Amsterdam, de la mano de Naiara Rojo Espino, bailarina y pieza clave dentro la propuesta. Las personas expertas definen su trabajo como «un mundo sofisticado que aúna pasión, delicadeza e invita a la ensoñación».
En 2017 abrió la Madrid Fashion Week —antigua pasarela Cibeles— tras ganar el certamen El laboratorio by Ecoembes. La asociación entre Clé Leal y la empresa de reciclaje Ecoembes se tradujo en una colección elaborada en un 80 % con materiales reciclados, bautizada Cristalinos, inspirada en el recuerdo infantil de su padre y los días de verano en Álava.
En el año 2021 presentó en Vitoria una colección de diez prendas de abrigo con un tejido obtenido a partir de lana de ovejas latxa, y en el plazo de un año se espera poder producir prendas a mayor escala para reutilizar esta lana que hasta ahora era un residuo.

## Premios y reconocimientos
- 2015 Reconocimiento a su trayectoria profesional por el Ayuntamiento de Vitoria.[13]
- 2015 Premio Mercedes-Benz Fashion Talent (Madrid).[7]
- 2015 Premio Cope a la persona alavesa destacada del año (Vitoria).[14]
- 2014 Reconocimiento por el periódico El Correo (Vitoria).[3]
- 2011 Finalista en XI Premios AMPEA a las mujeres empresarias - Categoría Joven Empresaria (Vitoria).[15]
- Finalista en 2008 y 2012 para MANGO Fashion Arwards (Barcelona).[16]
- 2005 Primer premio en el Certamen de Jóvenes Diseñadores de España (Madrid).[17]
- 2004 Primer premio en el Certamen de Jóvenes Diseñadores del País Vasco (Bilbao).[17]
- Premio a la innovación en el sector concedido por la creación de su taller (Vitoria).[18]